# 范古農
范古農（1881年—1951年4月12日），原名運樞，字拱薇，因厭惡帝制，改名古農，字夢耕，法名幻修，號寄東，又號幻庵，筆名海尸道人，浙江秀水人。佛教居士，佛學家。

## 生平
范古農出生於浙江省秀水縣（今嘉興），父親范文質，母親嚴氏。范早年參加科舉，後考入求是學院（浙江大學前身），開始讀佛經。後赴日留學。1909年回國，任浙江省立第二中學校長。
1917年皈依諦閒大師，受菩薩戒。
1927年，任浙江省佛教會常務委員、中國佛教會執行委員、佛教淨業社社董和世界佛教會常務理事。
1951年3月擔任上海世界佛教居士林林長，4月12日在上海病逝。